# 中央映画撮影所
中央映画撮影所（ちゅうおうえいがさつえいじょ）は、かつて東京・調布市に存在した映画スタジオ。

## 略歴・概要
同所は、昭和鍛工会社の軍需工場の跡地に、1953年に国際テレビがテレビ映画用のスタジオを建設を進めたが、撮影機材などを導入前で頓挫。その後、映画プロデューサー伊藤武郎が、照明などの機材を導入して同年11月12日に開設した撮影所。中央映画の作品と共に、レンタルスタジオとして独立プロの映画作品を生み出した。施設は第1、第2スタジオ（各150坪）に 開設。翌年5月には、第3スタジオ(180坪)が建設された他、ダビングルーム、大道具工房、控室などがあり、オープンセット用地(3カ所、各600坪規模）であった。
1950年代中頃からの、独立プロによる映画製作運動の衰退を受けて、1956年5月からは不動産を所有していた中島工業が管理し、調布映画撮影所と改称。レンタルスタジオとして1959年末頃まで運用された後、富国生命に用地は売却された模様。

## 立地
中央映画撮影所は、開設当時、東京の映画産業の集積地として発展中であった調布市にあり、京王線上石原駅（現、西調布駅）より南西約800mに位置し、現在の東京都調布市多摩川1丁目8番地(当時の表記、下石原1078番地)付近に立地していた。敷地面積は約12,000㎡。跡地は関東財務局西調布住宅となっている。
なお、同敷地の南側隣接地には東宝調布スポーツパーク（ゴルフ場、テニスコート）、東南約1.2kmには角川大映撮影所、約2kmには日活撮影所（同時期に建設）、北東約1.6Kmには東京現像所がある。

## 撮影された主な作品
- 「ここに泉あり」（1955年/監督：今井正）※1955年度キネマ旬報ベストテン5位 ※中央映画 第1回作品
- 「愛すればこそ」（1955年/監督：吉村公三郎、今井正、山本薩夫）
- 「姉妹」（1955年/監督：家城巳代治）
- 「由紀子」（1955年/監督：今井正）
- 「真昼の暗黒」（1956年/監督：今井正）※現代ぷろだくしょん 作品 ※1956年度キネマ旬報ベストテン1位
- 「あやに愛しき」（1956年/監督：宇野重吉）※宇野重吉 初監督、劇団民芸作品
- 「こぶしの花の咲くころ」（1956年/監督：家城巳代治）※独立映画 作品
- 「異母兄弟」（1957年/監督：家城巳代治）※独立映画 作品 ※1957年度キネマ旬報ベストテン9位
- 「挽歌」（1957年/監督：五所平之助）※歌舞伎座プロ 作品
- 「怒りの孤島」（1958年/監督：久松静児）※日映 第1回作品
- 「悪徳」（1958年/監督･主演：佐分利信）※日映 作品
- 「赤い陣羽織」（1958年/監督：山本薩夫）※歌舞伎座プロ 作品
- 「人間の壁」（1959年/監督：山本薩夫）※山本プロ 作品 ※同撮影所の最後の作品 ※1959年度キネマ旬報ベストテン6位

## 備考
- 撮影所の母体は、1954年8月に独立映画の制作部門として設立された中央映画。
- 撮影所の敷地は、昭和鍛工会社が第二次大戦中に、戦車のキャタピラ等を製造していた軍需工場の一部。戦後、中島工業がガス製造所として所有する工場をスタジオに用途変更。また、2本の煙突があり「煙突のある撮影所」と呼ばれていた。
- 「愛すればこそ」が同撮影所の第1作目との記述も、調布市地域情報ポータルサイト「ちょうふどっとこむ」に有り。
- 上記の「ちょうふどっとこむ」には、スタジオ付近の空撮及び、入口看板の写真掲載有り。
- 不動産を所有していた中島工業の表記は、“中島興業”との表記も下記『映画批評』などにある。